# Cửa sổ Snell

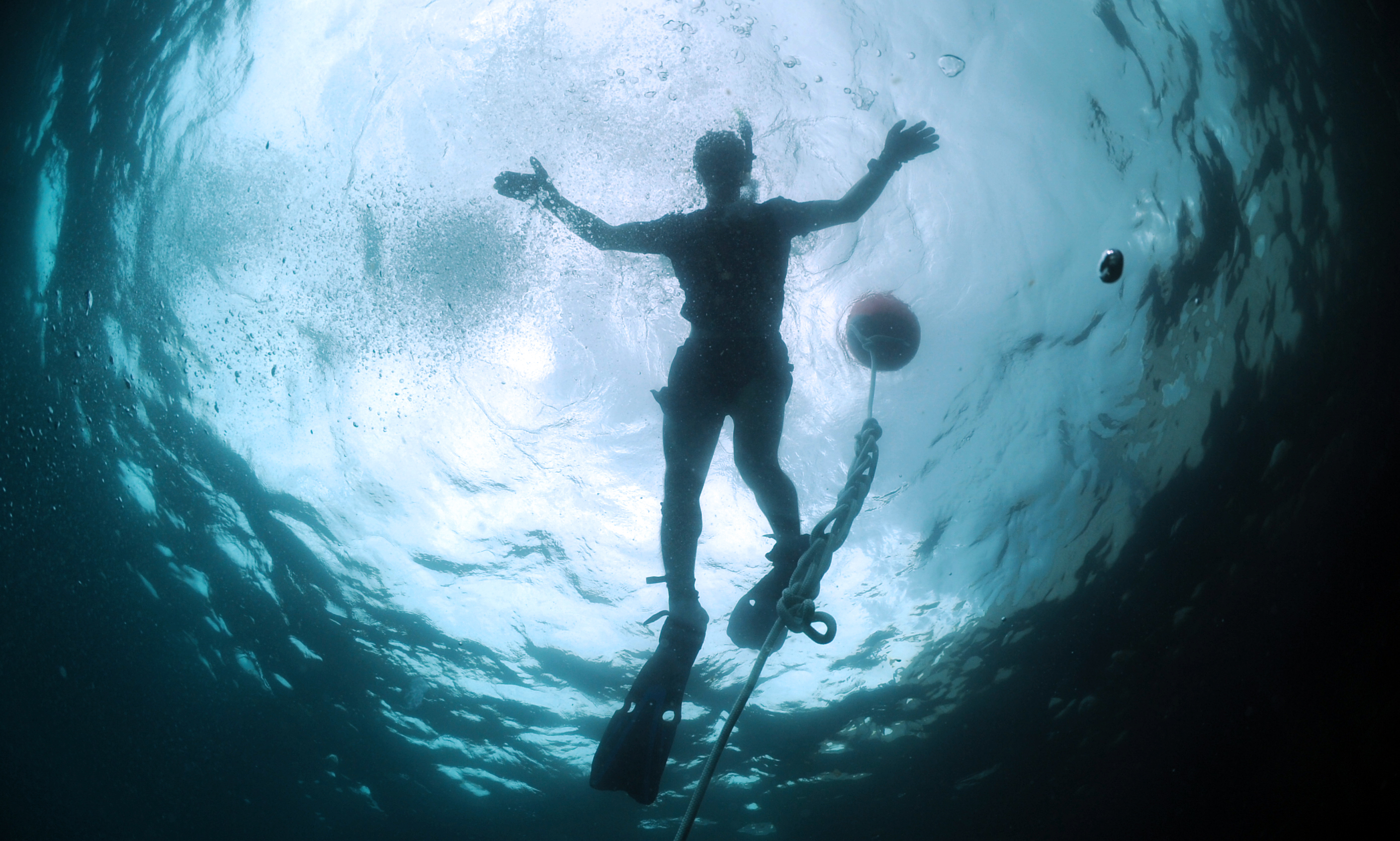
Một thợ lặn nhìn từ dưới mặt nước, nằm trong vùng cửa sổ của Snell.

Cửa sổ Snell (còn được gọi là vòng tròn Snell hoặc giếng thăm quang học) là một hiện tượng mà một người quan sát dưới nước nhìn thấy mọi thứ phía trên mặt nước qua một hình nón có chiều rộng góc khoảng 96 độ. Hiện tượng này được gây ra bởi sự khúc xạ của ánh sáng khi vào nước và chịu sự chi phối của Định luật Snell. Khu vực bên ngoài cửa sổ Snell sẽ tối hoàn toàn hoặc phản chiếu lại hình ảnh của các vật thể dưới nước bởi sự phản xạ toàn phần.
Các nhiếp ảnh gia dưới nước đôi khi sắp xếp bố cục những bức ảnh chụp từ phía dưới sao cho chủ thể của ảnh nằm trong miền cửa sổ Snell, để tạo ánh sáng nền và làm tập trung thêm sự chú ý đến chủ thể.

## Sự tạo ảnh

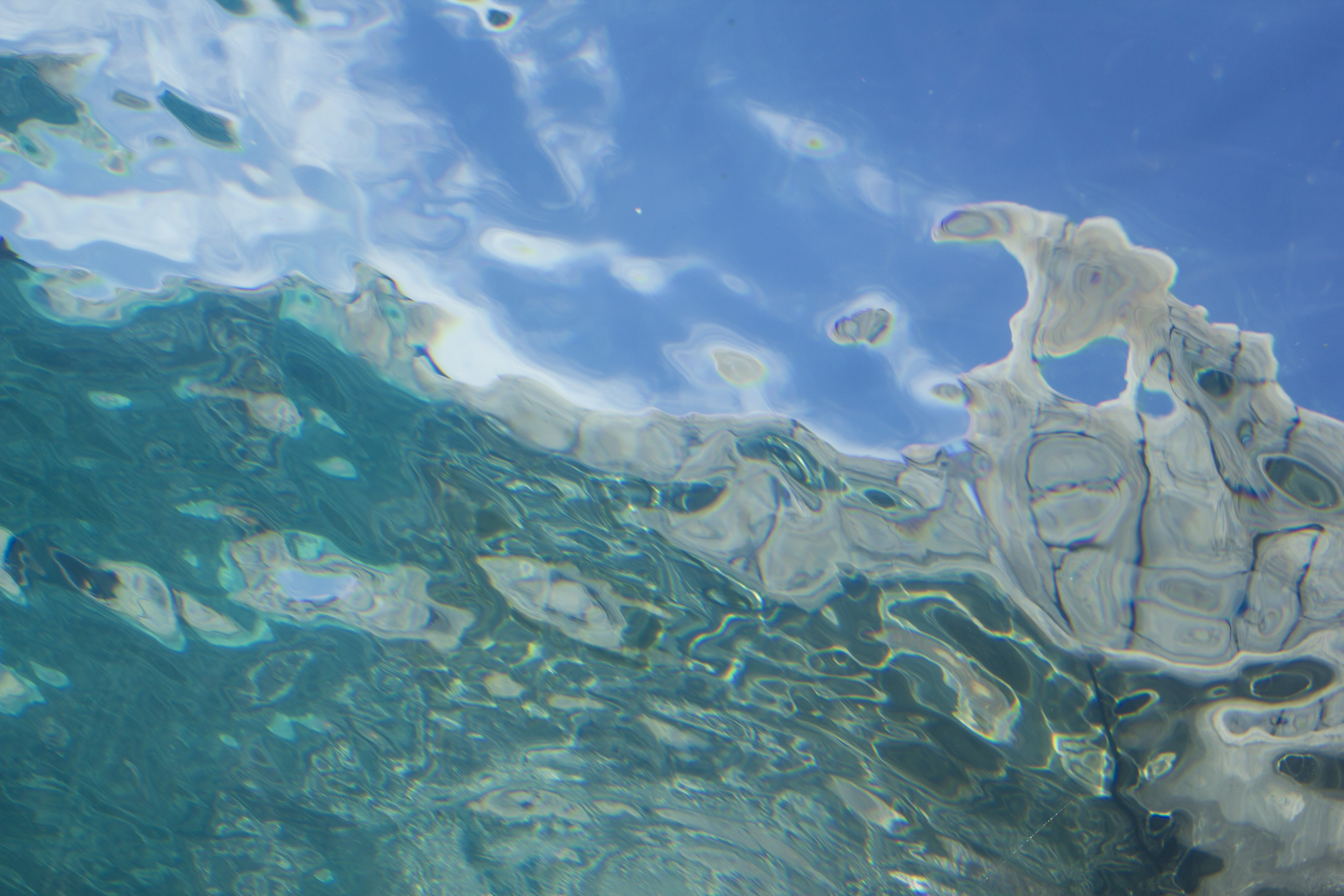
Viền của cửa sổ Snell, trong trường hợp này là biên giữa vùng hình ảnh phản xạ từ đáy nước (màu xanh lam nhạt) và vùng hình ảnh khúc xạ từ bầu trời và các công trình phía trên mặt nước (màu xanh lam đậm và xám)

Trong điều kiện lý tưởng, một người quan sát nhìn lên mặt nước từ bên dưới sẽ thấy hình ảnh của thế giới quan sát được phía trên mặt nước, thấy được hết toàn bộ ở phía trên đến tận chân trời, tất cả nằm trong một hình tròn hoàn hảo. Do sự khúc xạ giữa mặt phân cách không khí/nước, hình ảnh toàn cảnh phía trên qua cửa sổ Snell bị nén: nếu như quan sát ở phía trên mặt nước ta thấy mọi vật xung quanh trong vùng bán cầu với góc trông 180°, thì khi ở dưới nước nhìn lên toàn bộ thế giới phía trên bị nén vào một vùng nón có chiều rộng góc trông chỉ còn 97°; điều này tương tự như hiệu ứng của thấu kính mắt cá. Ngoài ra, độ sáng của ảnh bị giảm tới tối hoàn toàn ở biên hình tròn hay đường chân trời bởi vì góc tới càng thấp thì các tia sáng bị phản xạ trở lại càng nhiều hơn là khúc xạ vào nước (xem thêm phương trình Fresnel). Trên thực tế, sự khúc xạ rất nhạy cảm với các nhiễu động tới sự bằng phẳng của mặt nước (thí dụ như gợn hay sóng trên bề mặt), nó có thể gây méo mó cục bộ hoặc tan biến hoàn toàn hình ảnh trong cửa sổ Snell. Sự vẩn đục trong nước có thể làm mờ khuất hình ảnh bằng một màn mây tán xạ ánh sáng.